# 阿部謹也
阿部 謹也（あべ きんや、1935年2月19日 - 2006年9月4日）は、日本の西洋史学者。専門はドイツ中世史。中世ドイツ・ヨーロッパの民衆史を専門とし、伝説や生活史を検証する分野を開拓した。一橋大学名誉教授。上原専禄門下生で、一橋大学学長、国立大学協会会長をつとめた。

## 経歴
出生から修学期
1935年、東京都千代田区で生まれた。1941年に鎌倉第一国民学校（現・鎌倉市立第一小学校)に入学。1947年に中野区立第五中学校に入学。在学中の1949年に練馬区立石神井西中学校に転校。早くに父を亡くし、中学時代にカトリック修道生活を送った。1950年、東京都立石神井高等学校に入学。
卒業後は、一橋大学経済学部に進学。修道生活の経験から西洋中世史の研究を志し、一橋大学では上原専禄に師事した。1958年に卒業し、一橋大学大学院社会学研究科に進んだ。上原の辞職により、大学院では増田四郎の指導を受けた。1960年、修士課程を修了。1963年、博士課程を単位取得退学。
西洋史研究者として
同1963年、日本学術振興会奨励研究員に採用された。1964年、小樽商科大学講師に就いた。1966年に助教授昇格。1969年から1971年まで、アレクサンダー・フォン・フンボルト財団助成金を得てドイツ連邦共和国（西ドイツ）ボン・ゲッティンゲンに研究留学。1973年、小樽商科大学教授に昇格。
1976年、東京経済大学教授に転じた。 1979年、一橋大学社会学部教授に就いた。1987年から1989年には、社会学部学部長を務めた。1992年12月、一橋大学学長に就任。2期に渡って学長を務め、1998年11月に退任した。1999年3月に一橋大学を停年退職し、名誉教授となった。1999年4月からは共立女子大学学長(2002年まで)。2000年からは共立女子短期大学学長もつとめた(2002年)。
在任中には、講師として東京大学文学部・教養学部・教育学部、東京外国語大学、千葉大学文学部、名古屋大学文学部、富山大学人文学部、東京都立大学、岡山大学教育学部、日本女子大学、藤女子大学、北星学園大学、札幌大学などでも教鞭をとった。
最晩年は腎臓病を患い、人工透析を受けながら、研究執筆を続けた。2006年9月4日午後9時37分、急性心不全により東京都新宿区の病院で死去。71歳だった。

### 委員・役員ほか
- 国立大学協会副会長(1995年～)[1]
- 国立大学協会会長
- 財団法人大学基準協会副会長
- 国立大学協会会長（1997年11月〜1998年11月）
- 学校法人共立女子学園理事・評議員(1999年～2002年)
- 大学審議会特別委員
- 大学評価・学位授与機構大学評価委員会委員長
- 文化功労者審査会委員
- 学術審議会委員
- 東京都青少年問題協議会副会長[5]
- 国立民族学博物館共同研究員

## 受賞・栄典
- 1980年： サントリー学芸賞（『中世を旅する人びと』）
- 1981年： 大佛次郎賞（『中世の窓から』）
- 1990年： 日本翻訳文化賞（『ティル・オイレンシュピーゲルの愉快ないたずら』）
- 1997年：紫綬褒章を受章。

## 研究内容・業績
専門とする西洋史における代表的な著書には『ハーメルンの笛吹き男』『刑吏の社会史』がある。他に『「世間」とは何か』など「世間」をキーワードに、個人が生まれない日本社会を批判的に研究し独自の日本人論を展開、言論界でも活躍した。著作は『阿部謹也著作集』としてまとめられており、筑摩書房から刊行されている。
『中世の再発見』での対談で、日本の中世民衆史研究に大きな足跡を残した網野善彦と出会い、意気投合。これをきっかけに家族ぐるみの付き合いとなった。その後も度々対談などで仕事をともにするなど、その親交は深かった。
指導学生には、黒川知文（愛知教育大学教授）、土肥恒之（一橋大学名誉教授）、薩摩秀登（明治大学教授）、阪西紀子（一橋大教授）、森宜人（一橋大教授）などがいる。

## 家族・親族
- 長男：生物学者の阿部道生（鶴見大学歯学部准教授）
- 次男：経済学者の阿部修人（一橋大学経済研究所教授）

## 著書

### 単著
- "Die Komturei Osterode des Deutschen Ordens in Preussen 1341-1525" Köln, Grote, 1972
- 『ハーメルンの笛吹き男：伝説とその世界』平凡社 1974
  - 文庫化 ちくま文庫 1988
- 『ドイツ中世後期の世界：ドイツ騎士修道会史の研究』未來社 1974
  - 復刊 1983、2002年
- 『刑吏の社会史：中世ヨーロッパの庶民生活』中公新書 1978
- 『中世を旅する人びと：ヨーロッパ庶民生活点描』平凡社(社会史シリーズ) 1979
  - 文庫化 ちくま学芸文庫 2008
- 『中世の窓から』朝日新聞社 1981
  - 選書化 朝日選書 1993
  - 文庫化 ちくま学芸文庫 2017
- 『歴史と叙述：社会史への道』人文書院 1985
- 『中世の星の下で』影書房　1983
  - 文庫化 ちくま文庫 1986
  - 文庫化 ちくま学芸文庫 2010
- 『逆光のなかの中世』日本エディタースクール出版部 1986
- 『よみがえる中世ヨーロッパ：NHK市民大学』日本放送出版協会 1986
  - 改題再版『甦える中世ヨーロッパ』日本エディタースクール出版部 1987
- 『中世賎民の宇宙：ヨーロッパ原点への旅』筑摩書房 1987
  - 文庫化 ちくま学芸文庫 2007
- 『自分のなかに歴史をよむ』筑摩書房［ちくまプリマーブックス］1988
  - 文庫化 ちくま文庫 2007
- 『西洋中世の罪と罰：亡霊の社会史』弘文堂［叢書死の文化 1989
  - 文庫化 講談社学術文庫 2012
- 『社会史とは何か』筑摩書房 1989
  - 新書化 洋泉社MC新書 2009
- 『西洋中世の男と女：聖性の呪縛の下で』筑摩書房 1991
  - 文庫化 ちくま学芸文庫 2007
- 『ヨーロッパ中世の宇宙観』講談社学術文庫 1991
- 『ヨーロッパ史をいかに学ぶか』河合文化教育研究所ブックレット 1991
- 『西洋中世の愛と人格：「世間」論序説』朝日新聞社 1992
  - 選書化 朝日選書 1999
- 『読書の軌跡』筑摩書房 1993
- 『北の街にて』講談社 1995
  - 新書化 洋泉社MC新書 2006
- 『ヨーロッパを読む』石風社 1995
- 『「世間」とは何か』講談社現代新書 1995
- 『ヨーロッパを見る視角』岩波書店(岩波セミナーブックス) 1996
  - 文庫化 岩波現代文庫 2006
- 『読書力をつける』（日本経済新聞社 1997
  - 『世間を読み、人間を読む：私の読書術』日経ビジネス人文庫 2001
- 『「教養」とは何か』講談社現代新書　1997年）
- 『物語 ドイツの歴史：ドイツ的とはなにか』中公新書 1998
- 『日本社会で生きるということ』朝日新聞社 1999
  - 文庫化 朝日文庫 2003
- 『大学論』日本エディタースクール出版部 1999
- 『学問と「世間」』岩波新書 2001
- 『日本人はいかに生きるべきか』 （朝日新聞社　2001
- 『日本人の歴史意識：「世間」という視角から』岩波新書 2004
- 『「世間」への旅：西洋中世から日本社会へ』筑摩書房 2005
- 『阿部謹也自伝』新潮社 2005
- 『近代化と世間　私が見たヨーロッパと日本』朝日新書 2006
  - 文庫化 朝日文庫 2014
- 『歴史家の自画像　私の学問と読書』日本エディタースクール出版部 2006

### 著作集
- 『阿部謹也著作集』(全10巻) 筑摩書房 1999-2000

1. 1巻「ハーメルンの笛吹き男/中世の星の下で」
2. 2巻「刑吏の社会史/中世賤民の宇宙」
3. 3巻「中世を旅する人びと」
4. 4巻「中世の窓から/逆光のなかの中世」
5. 5巻「甦える中世ヨーロッパ/西洋中世の罪と罰」
6. 6巻「西洋中世の男と女/西洋中世の愛と人格」
7. 7巻「「世間」とは何か/「教養」とは何か/ヨーロッパを見る視角」
8. 8巻「社会史とは何か/歴史と叙述」
9. 9巻「自分のなかに歴史をよむ/北の街にて」
10. 10巻「ドイツ中世後期の世界」

編著
- 『私の外国語修得法』悠思社 1992
  - 文庫化 中公文庫 1999
- 『世間学への招待』青弓社 2002

共著
- 『中世の風景』網野善彦・石井進・樺山紘一著、中央公論社(中公新書) 1981
- 『中世の再発見：対談 市・贈与・宴会』網野善彦共著、平凡社, 1982
- 『ブリューゲル』森洋子共著、中央公論社, 1984
- 『ドイツ・ロマンティック街道』小谷明・坂田史男共著、新潮社(とんぼの本) 1987
- 『歴史を読む 対談集』人文書院 1990
- 『いまヨーロッパが崩壊する』栗本慎一郎・樺山紘一・河上倫逸・山内昌之・山口昌男共著、光文社カッパブックス 1994
- 『経済人類学を学ぶ』栗本慎一郎・山口昌男・加藤哲実・大和雅之共著、有斐閣 1995
- 『ドイツ～チェコ古城街道』沖島 博美・若月 伸一共著、新潮社(とんぼの本) 1997

共編著
- 『ヨーロッパ・経済・社会・文化：増田四郎先生古稀記念論集』栗原福也共編、創文社 1979

訳書
- 『大学の孤独と自由：ドイツの大学ならびにその改革の理念と形態』ヘルムート・シエルスキー（英語版）著、未來社 1970
- 『放浪学生プラッターの手記：スイスのルネサンス人』トマス・プラッター（英語版）著、平凡社 1985
- 『ティル・オイレンシュピーゲルの愉快ないたずら』岩波文庫 1990
- 『人間とその現在：ヨーロッパの歴史意識』ヘルマン・ハインペル（ドイツ語版）著、未來社 1991
- 『中世娼婦の社会史』ジャック・ロシオ（フランス語版）著、筑摩書房 1992
- 『西洋中世の女たち』エーディト・エンネン（ドイツ語版）著、人文書院 1992
- 『修道院の中のヨーロッパ：ザンクト・ガレン修道院にみる』Werner Vogler (Theologe)（ドイツ語版）編、朝日新聞社 1994

論文
- 阿部謹也

記念論集
- 『阿部謹也最初の授業・最後の授業』、阿部謹也追悼集刊行の会編（日本エディタースクール出版部、2008年）